# David D'Ingeo
David D'Ingeo (Lione, 1968) è un attore francese.

## Biografia
Giunse in Italia giovanissimo e prese parte a diversi film erotici, spesso nel ruolo di co-protagonista accanto a Valentine Demy e Deborah Calì tra cui Casa di piacere (1989), Hard Car - Desiderio sfrenato del piacere (1989), Malizia oggi (1990), Sapore di donna (1991) e Maitresse (1991). Nel 1990 è stato tra i protagonisti della pellicola di Ninì Grassia Sensazioni d'amore, nel 1996 ebbe un ruolo minore in Top Girl di Joe D'Amato, e nel 1997 fu nel thriller erotico La iena di Joe D'Amato in cui oltre a rivestire il ruolo di protagonista con Cinzia Roccaforte era anche autore della sceneggiatura.
Nel 1998 venne chiamato da Dario Argento per recitare ne Il fantasma dell'opera, e due anni dopo entrò nel cast di Scarlet Diva di Asia Argento. Nel 2000 è stato co-protagonista in Diapason di Antonio Domenici, primo film italiano realizzato secondo le regole del progetto dogma di Lars von Trier. Sempre nel 2000, fu nel cast della pellicola Malèna di Giuseppe Tornatore, anche se non venne accreditato.
Nel 2012 co-scrive con il regista e interpreta Ben in The tell-tale heart di Nathan Nicholovitch, uno di dieci corti del progetto P.O.E. Poetry of Eerie realizzati da 10 registi. Nello stesso anno ha partecipato a Casa nostra dello stesso regista Nathan Nicholovitch, film selezionato da L'ACID per il Festival di Cannes 2012.
È protagonista nel 2014 del cortometraggio di Yoann Garel Pêcheurs e del lungometraggio Avant l'aurore, il secondo film di Nathan Nocholvitch, che ha scritto con Nicholovitch, girato in Cambogia, selezionato da L'ACID per il Festival di Cannes 2015. E selezionatto a diversi festivali internazionali. Uscito in sala in Francia nel settembre 2018. Nel 2020, è nel cast del ultimo film di Nathan Nicholovitch Les graines que l'on sème. Nel 2022 è il protagonista di Pyramiden, film di Damien Faure, girato nel polo nord sull'isola del Svalbard.
Vive a Parigi e oltre alla recitazione ha intrapreso la carriera di artista. Ha lavorato dal 2004 al 2009 in una galleria di Montmartre, "American Glass". Ha esposto i suoi lavori più volte a Berlino, nel 2005 e 2006 nella "Galerie 24", nel 2007 nella galleria "Any way" e nel 2011 nella galleria "SpArts" di Parigi, nel 2017 nella galleria Art Social Club di Bordeaux. Ha lavorato anche come fotografo: alcune sue foto sono state pubblicate in riviste di moda come B-magazine, Under the influence e regolarmente su Grey.

## Filmografia

### Attore

#### Cinema
- Non aver paura della zia Marta, regia di Mario Bianchi (1988)[2]
- Arabella l'angelo nero, regia di Stelvio Massi (1989)
- Hard Car - Desiderio sfrenato del piacere, regia di Giovanni Amadei (1989)
- Casa di piacere, regia di Bruno Gaburro (1989)
- Sensazioni d'amore, regia di Ninì Grassia (1990)
- Malizia oggi, regia di Sergio Bergonzelli (1990)
- Sapore di donna, regia di Mario Gariazzo (1990)
- Maitresse, regia di Corrado Colombo (1991)
- Ultimi fuochi d'estate, regia di Mario Gariazzo (1992)
- Top Girl, regia di Joe D'Amato (1996)
- La iena, regia di Joe D'Amato (1997)
- Il fantasma dell'Opera, regia di Dario Argento (1998)
- Un affare di gusto, regia di Bernard Rapp (2000)
- Scarlet Diva, regia di Asia Argento (2000)
- Malèna, regia di Giuseppe Tornatore (2000)
- Diapason, regia di Antonio Domenici (2001)
- La vita degli altri, regia di Nicola De Rinaldo (2001)
- Solitaire, regia di Michel Hazanavicius (2003)
- Il regalo di Anita, regia di Antonio Domenici (2005)
- P.O.E. Poetry of Eerie, registi vari (2012)
- Casa nostra, regia di Nathan Nicholovitch (2012)
- Dark Waves, regia di Domiziano Cristopharo (2016)
- Avant l'aurore, regia di Nathan Nicholovitch (2018)
- Les graines que l’on sème, regia di Nathan Nicholovitch (2020)
- Mouton Noir, regia di Réza Serkanian (2020)
- Pyramiden, regia di Damien Faure (2023)

#### Cortometraggi
- Mensonge, regia di Nathan George (2010)
- Reverso, regia di Lucille Prin (2011)
- Le sniper, regia di Yoann Garel (2012)
- No boy, regia di Nathan Nicholovitch (2013)
- Les pêcheurs, regia di Yoann Garel (2015)
- A minuit pile, regia di Yoann Garel (2018)
- Ocelot, regia di Bernardo de Jeurrissen (2019)
- La geule qu’on mérite, regia di Jules Follet & Erwan Dean (2020)
- Yarayah, regia di Bernardo de Jeurissen (2022)
- « Moscow Mule » , regia Bernado de Jeurissen (2023)

#### Televisione
- Turno di notte (episodio 9 Sposarsi è un po' morire), regia di Dario Argento e Luigi Cozzi (serie tv, 1987)
- Turbo (episodio 5 Delitto da copertina), regia di Antonio Bonifacio (serie tv, 2001)

### Sceneggiatore
- La iena, regia di Joe D'Amato (1997)
- No boy, regia di Nathan Nicholovitch (2013)
- À minuit pile, regia di Yoann Garel (2018)
- Avant l'aurore, regia di Nathan Nicholovitch (2018)
- Ya rayah, regia di Bernardo de Jeurissen (2022)
- Soleil Pâle, regia Bernardo de Jeurissen (2023)
- Moscow Mule, regia Bernardo de Jeurissen (2023)